# Olga Peretiatko
Olga Aleksàndrovna Peretiatko—rus: Ольга Александровна Перетятько— (Leningrad, 1980) és una soprano russa. Soprano lírica lleugera, amb facilitat per a la coloratura.
Formada al conservatori de la seva ciutat natal, va formar part del cor infantil del Teatre Mariïnski i va estudiar a la Universitat Hans Eissler de Berlín amb Brenda Mitchel. Va pertànyer a l'Opera Studio de l'Staatsoper Hamburg d'Hamburg i a l'Academie del Festival d'Ais de Provença. El 2007 va guanyar el segon premi del concurs internacional de cant Operalia. Des d'aleshores ha cantat els rols d'Anne Trulove (The Rake's Progress) i Susanna (Le nozze di Figaro) al Théâtre des Champs Elysées de París; Susanna, a Dresden; Adèle, a Lió; Blonde (El rapte en el serrall), a l'Staatsoper de Múnic; i Corinna (Il viaggio a Reims), Giulia (La scala di Seta) i Desdemona (Otello), al Festival Rossini de Pesaro.
Recentment ha debutat al Teatro Comunale de Bolonya, cantant Gilda (Rigoletto); i a l'Òpera del Canadà, com a protagonista de Le Rossignol de Stravinski.
El 12 d'abril de 2010 debuta al Liceu amb El rapte en el serrall de Mozart, com a Blonden amb una interpretació francament bona segons el crític Roger Alier.

## Discografia
- Semiramide riconosciuta, Meyerbeer Naxos Series: Opera Classics Catalogue No: 8.660205-06 (2005).
- La donna del lago, Rossini Label: Naxos Catalogue No: 8.660235-36 (2007).